# سهيل عبد الدين
سهيل عبد الدين (مواليد 1949) هو مطور عقاري أسترالي من أصل إيراني معروف بمشاركته في تأسيس مجموعة سانلاند وبجهوده في العمل الخيري. لقد حصل على وسام مئوية أستراليا، وتم تسميته كمانح العام من قبل المؤسسة الخيرية في كوينزلاند، وتم تقديم مفاتيح مدينة جولد كوست له، وحصل على وسام ترتيب أستراليا. كما تورط في بعض الجدل، حيث تم ذكر اسمه في تقرير لجنة الجريمة وسوء السلوك في كوينزلاند حول انتخابات مجلس جولد كوست، ووصف كشاهد غير متعاون بشكل متكرر في قضية في المحكمة العليا في فيكتوريا تتعلق بمجموعة سانلاند.

## السيرة الذاتية

### الإقامة في جولد كوست
وُلِد عبد الدين في خرم آباد، إيران، في عام 1949 في عائلة من الطبقة المتوسطة. اعتبارا من عام 1970، انتقل إلى النمسا حيث أنجب طفله الأول ودرس في جامعة غراتس، وتخرج بدرجة الماجستير في الهندسة المعمارية في عام 1979. في عام 1980، ذهب في إجازة إلى بريزبين، أستراليا، وقرر القيام برحلة إلى جولد كوست خلال زيارته وبعد عودته إلى النمسا قام على الفور بإجراءات الهجرة إلى المدينة مع أسرته. وصلوا في عام 1981 حيث بدأ عبد الدين في البداية عملًا في بيع السجاد مع شقيقه سيب. في البداية كان يعتزم ممارسة عمله كمهندس معماري لكنه لم يستطع العمل في أستراليا دون القيام بدراسة إضافية.
في عام 1983 أسس عبد الدين شركة سنلاند جروب مع صديقه فؤاد فتحي وبدأوا في بناء المنازل الفاخرة. وسرعان ما أصبحت الشركة ناجحة، حيث قامت بتطوير مشروع فيلا فاخرة في عام 1986 وأول تطوير ناطحة سحاب في عام 1987، وفي عام 1992 بدأت مشروعًا بقيمة 2.5 مليون دولار لبناء منازل فاخرة في عقار على الواجهة المائية في الغولد كوست، وفي عام 1995 أصبحت شركة مدرجة علنًا ومسجلة في البورصة الأسترالية. بحلول عام 1997 كانت سنلاند أكبر مطور على الغولد كوست، ومع ذلك كانت تتمتع بملف شخصي عام صغير حيث تجنب عبد الدين التغطية الإعلامية ولم يُعطِ أولوية للعلاقات العامة. اعتبارًا من عام 1997 أصبحت مواقع التطوير نادرة في سيرفرس بارادايس وأعلن عبد الدين أنه يسعى للتطوير خارج الغولد كوست.
في عام 1997 قرر عبد الدين تطوير فندق فاخر يحمل طابع علامة الأزياء فيرساتشي، وقد رتب اجتماعاً مع جياني فيرساتشي نفسه، رغم أن فيرساتشي قُتل قبل حدوث الاجتماع. في أغسطس 1998 التقى عبد الدين وابنه، صحبا، مع سانتو فيرساتشي في ميلانو وحصلا على اتفاق لبناء فندق فيرساتشي على الساحل الذهبي، على الرغم من أن عبد الدين زار الولايات المتحدة في أغسطس 1999 واجتمع مع عمدة ميامي لتحديد مواقع محتملة للفندق. وقد اُكتمل بناء الفندق على الساحل الذهبي في سبتمبر 2000 وافتُتح في نفس وقت افتتاح الألعاب الأولمبية في سيدني في 15 سبتمبر.

اعتبارًا من عام 1999، تم تعيين عبد الدين في فريق مهام قلب المدينة في مجلس جولد كوست سيتي، وفي ذلك العام اجتمع مع أربعة أعضاء آخرين من فريق المهام وكمجموعة هددوا بالاستقالة من فريق المهام ما لم يستثمر المجلس 2 مليون دولار في تطوير سيرفرز بارادايس. وقد انتقد المجلس بشدة في منتدى لقادة الأعمال في سيرفرز بارادايس قائلاً: 
"لا يمكن لمجلسنا اتخاذ قرار، لدينا 14 عضوًا مستقلًا في المجلس. يمكنهم الاختباء وراء أي شيء وكل شيء، يمكنهم الإساءة للموظفين. لا يمتلك المجلس رؤية مشتركة لهذا الوقت، يأتون قبل كل انتخابات بأفكار جديدة."
في يونيو 2001 قرر عبد الدين بناء برج Q1 ذو الـ78 طابقاً كمشروع رئيسي جديد لشركة سَنلَنْد كمشروع مشترك مع عائلة أندرسون من شركة جي دبليو أي المحدودة والذي اكتمل في 2005.
في عام 2006، كشف تقرير لجنة الجريمة وسوء السلوك في كوينزلاند أن عبد الدين قد قدم تبرعات مخفية غير صحيحة من أجل الحصول على مصالح سياسية خلال انتخابات مجلس جولد كوست لعام 2004. في مايو 2006، أعلن ابنه، صحبا، المدير العام للشركة، أن مجموعة صنلاند لن تقدم أي تبرعات أخرى لأعضاء مجلس مدينة جولد كوست الفرديين بعد صدور التقرير. في مارس 2006، التقى عبد الدين مع جيمس باكر الذي اشترى حصة بنسبة 13.04 في المائة في مجموعة صنلاند وانضم إلى مجلس إدارة الشركات.

### توسع دبي
في أواخر عام 2006، توسعت شركة سانلاند إلى الخارج في دبي وانتقل عبد الدين إلى دبي لإنشاء مكاتب سانلاند وتأمين تصميمات التخطيط والموافقات على مشاريع الشركات في البلاد، والإشراف على المشاريع. اعتبارًا من نوفمبر 2006، كانت مجموعة سانلاند قد بدأت في بناء وايت باي، وهي مجتمع مخطط، وبدأت في تطوير مشاريع لبناء فندق بالازو فيرساتشي الثاني وبرج D1، كمشروع شقيق لبرج Q1، في دبي تحت قيادة أبيديان.

في عام 2007، قامت شركة صن لاند بإبرام صفقة عقارية في دبي مما أدى إلى اعتقال التنفيذي في الشركة ديفيد براون ومصادرة جواز سفره في عام 2009،  وبينما ادعى ابن عبيديان، صحبا، في البداية أن براون لم يكن قيد التحقيق، تم الحكم لاحقاً بأن صن لاند قد ضللت البورصة التجارية الأسترالية ثلاث مرات بنفيها للتحقيق. وأمام المحكمة العليا في فيكتوريا، وافق عبد الدين على أن التحقيق في رشوة مع مسؤول تنفيذي كبير سيكون معلومات حساسة للسوق لكنه نفى حدوث أي خداع وعلق القاضي قائلاً: "بينما أنكر سهيل زعمه الجهل بأن براون كان قيد التحقيق بتهمة الرشوة للتبرير للإعلان في البورصة الأسترالية، فإن نفيه لا يمكن اعتباره إجابة صادقة". دفعت القضية جيمس باكر إلى بيع حصته في الشركة والاستقالة من مجلس الإدارة في أغسطس 2009، حيث اعترف عبد الدين لاحقًا بأنه طالب بتصفية الشركة نتيجة للجدل. وفي عام 2010، انتقد أحد المساهمين برنامج التنويع العالمي لشركة صن لاند لعدم التوسع خارج دبي فرد عبد الدين قائلاً: 
 "أنا غاضب حقًا، سأتكلم بالفارسية لأن لغتي الإنجليزية ليست جيدة بما يكفي... من الضروري أن تفهم أن محفظة الأصول الأسترالية منفصلة تمامًا عن دبي. الأصول في دبي لها إدارة مستقلة ومجلس مفتشين." 
في يونيو 2011 عاد عبد الدين إلى أستراليا ليصبح رئيس مجموعة صنلاند بسبب استقالة الرئيس السابق، تيري جاكمان. استمرت الإجراءات القانونية المتعلقة بصفقة العقارات في دبي عام 2007 في كل من المحاكم الأسترالية والمحاكم في دبي مع اتهام صنلاند لموظفي شركة نخيل بتضليلهم، إلا أنه في يونيو 2012 تم رفض القضية في المحكمة العليا في فيكتوريا حيث وصف القاضي قضية صنلاند بأنها ملفقة قائلاً إنها "غير معقولة ببساطة"، وأن الوثائق قد تم تزويرها، ووصف عبد الدين بأنه "شاهد غير متعاون باستمرار".
ظل الأطراف المتهمون مسجونين في دبي، ومع ذلك في أوائل عام 2013 أنكر عبد الدين تقديم أي ادعاءات ضد أحدهم، ماركوس لي، حيث علق محامي لي قائلاً "من الجيد أن يقولوا الآن إنهم يعتقدون أنه بريء، لكن هذا ليس ما قالوه للسلطات في دبي،" وانتقد رئيس الوزراء الأسترالي السابق مالكوم فرازير (سياسي) عبد الدين قائلاً "إذا لم يكن لدى صن لاند ما تخشاه، فلماذا لا يعود رجالهم إلى دبي كما تم استدعاؤهم للقيام بذلك؟"، ورد عبد الدين بقوله "أي شخص يعرفني سيقول إن كياني كله يدور حول الاستقامة،" . في نوفمبر 2013 تم تبرئة الأطراف المتهمة من قبل صن لاند أيضًا في محكمة دبي، حيث صرح القاضي بأن الأدلة المقدمة من صن لاند كانت "مخالفة للحقيقة."
أثناء الإجراءات، ألقى عضو حزب الوطني الليبرالي ستيوارت روبرت خطابًا أمام البرلمان الأسترالي كتبه من قبل جماعة الضغط التابعة لمجموعة سنلاند سيمنو هولتزافل وتبين لاحقًا أن عبد الدين قد تبرع شخصيًا بمبلغ 12،500 دولار للحزب قبل ذلك، ومبلغ إضافي قدره 25،000 دولار من الأموال الشخصية وأموال الشركة على مدار عامي 2014 و2015، مما أدى إلى انتقاد حزب العمال لروبرت ووصف الوضع بأنه صفقة "نقد للتعليق".

### السنوات الأخيرة
في عام 2011، بعد عودته إلى أستراليا، انتقد عبد الدين مرشحي منصب العمدة في انتخابات العمدة في ساحل الذهب لتركيزهم على محاولة تأمين ألعاب الكومنولث لصالح ساحل الذهب بدلاً من تطوير سيرفرز بارادايس قائلاً:
 "لم يقدم أي منكم حلاً لكيفية التقدم للأمام، الجميع يشير إلى عام 2018 باعتباره موعد عودة المسيح. دعونا نبدأ بخطوات صغيرة جداً. نحن نعرف المشكلة. إنها ليست كوميرا أو نيرانغ، إنها في قلب المدينة. هنا في قلب المدينة (سيرفرز بارادايس) حيث تخاف عائلتي من المشي." 
كما وصف المدينة بأنها ميتة، واتهم المجلس بالسماح للمدينة بأن "تُخطف" من قبل السكارى والمجرمين و"السياح ذوي التكلفة المنخفضة"، وانتقد المجلس لعدم استثماره المزيد من المال في التطوير مما تسبب في إفلاس شركات تطوير العقارات. عمد ساحل الذهب رون كلارك رفض مخاوف عبد الدين مشيراً إلى أنه لم يعش في المدينة لفترة من الوقت. 
في 2012 أُلقيت محاضرة قدمها جو هوكي و تيم نيكلز التي كانت متعلقة بآلية جمع التبرعات لحزب الليبرال الوطني بلاتينوم سيركل وقد أُقيمت في فندق بالازو فيرساتشي لشركة سونلاند على جولد كوست وفي 2013 تبرع عبد الدين شخصيًا بمبلغ 3500 دولار لآلية جمع التبرعات لحزب الليبرال الوطني بلاتينوم سيركل، على الرغم من أنه في 2015 انتقد علنًا سياسة الضرائب لحكومة توني أبوت داعيًا إلى خفض معدلات الضرائب الشخصية لأولئك الذين يكسبون أقل من 50،000 دولار إلى صفر ولأولئك الذين يكسبون أكثر من مليون دولار ليتم فرض ضرائب عليهم بنسبة خمسة وسبعين بالمئة.

في عام 2015 بدأت مجموعة صنلاند بمحاولة الحصول على الموافقة لبناء برجين من أربع وأربعين طابقًا على الساحل الذهبي وبدأ عبد الدين لقاءاته مع أعضاء مجلس الساحل الذهبي من أجل الحصول على الأصوات اللازمة للحصول على موافقة التخطيط. في عام 2016 أصبحت التنمية قضية مثيرة للانقسام في انتخابات مجلس الساحل الذهبي حيث اعترضت "جمعية إنقاذ شاطئنا" على التنمية وتم التشكيك في شفافية المرشح لرئاسة البلدية جاري بيلدون خلال مناظرة بلدية لأنه كان قد قبل تبرعات بقيمة 18،000 دولار من صنلاند في عام 2004. في عام 2016 ألقى عبد الدين خطابًا كمتحدث رئيسي في إفطار مؤسسة TSS والذي حضره أعضاء من مجلس الساحل الذهبي، حيث قال: 
"بالنسبة للكثير من الأشخاص الذين يزعمون المعرفة، ليس لديهم أدنى فكرة عن الهندسة المعمارية، ليس لديهم أدنى فكرة عن مستقبل المدينة، لا يفقهون كيف ستنشأ وجهة جديدة . . . يطلقون علي أسماء ويقولون، 'عد إلى حيث أتيت' لكن لا أستطيع لأنهم سيعلقونني. . . لذا في يوم ما إذا حدث هذا فسوف أضع لافتة لهؤلاء الجمعيات، هذه جمعيات إنقاذ شاطئنا وما يسمى المهندسين المعماريين الذين يعتقدون أنهم يعرفون شيئًا لكنهم لا يعرفون شيئًا."
 هددت الشركة ببناء مركز تسوق متوسط الجودة إذا لم تتم الموافقة على الأبراج في وقت لاحق من عام 2016. اعتبارًا من سبتمبر 2016 تم تعيين فرقة عمل خاصة لمكافحة الفساد للتحقيق في الروابط بين MP الليبرالي ستيوارت روبرت ومشروع الأبراج في ضوء تبرع اللوبي الخاص بصنلاند بأموال إلى جناح لجمع التبرعات للحزب الوطني الليبرالي الذي استخدمه روبرت للتبرع بمبلغ 60،000 دولار للمرشحين في انتخابات مجلس مدينة الساحل الذهبي لعام 2016، وحقيقة أن روبرت كتب رسالة إلى مجلس مدينة الساحل الذهبي لحثهم على دعم المشروع على الرغم من أن المدينة ليست في دائرته الانتخابية. كما أثارت التقارير الإعلامية حقيقة أن عبد الدين قد قدم تبرعات شخصية بمئات الآلاف من الدولارات إلى الحزب الليبرالي قبل أن ينصح روبرت مجلس مدينة الساحل الذهبي بدعم تطوير صنلاند.

في عام 2017 انتقد عبد الدين حكومة ولاية كوينزلاند العمالية لعدم الموافقة على المشروع قائلاً:
"آمل أن يضع ممثلونا المنتخبون يومًا ما السياسة الحزبية جانبًا ويفكرون في أفضل الطرق لخدمة الشعب. نحن سعداء بالموافقة على التعدين الذي دمر بيئتنا وعدم الموافقة على الفنادق التي هي الصناعة الأنظف في العالم . . ."
في أكتوبر 2018، أصدرت حكومة ولاية كوينزلاند قوانين تجرم المطورين العقاريين من تقديم التبرعات السياسية، ولكن في عام 2019 أثيرت مخاوف في مجلس جولد كوست حول قيام عبد الدين بتقديم تبرعات لجمعية خيرية كانت رئيسة بلدية جولد كوست مديرة لها. وبالمثل في عام 2005، تم اتهام آن جاميسون، المدير العام لمجموعة صن لاند، بالتهديد بحجب التبرعات عن الجمعية الخيرية لرئيسات البلديات إذا لم يتعاون مجلس جولد كوست مع مجموعة صن لاند، وهو ما نفته. أيضًا في عام 2019، أبلغ عضو مجلس جولد كوست هيرمان فورستر في محضر المجلس أن عبد الدين قال له "آمل في الانتخابات القادمة أن يثبت أنك لا تستحق الجلوس على الكرسي الذي تحتله." ووصف اللقاء كممكن تضارب مصالح. ثم انتقد عبد الدين علنًا فورستر لسعيه لإعادة الانتخاب.
في عام 2020، منح عمدة جولد كوست توم تيت عبد الدين مفاتيح مدينة جولد كوست.
في ديسمبر 2020، أعلنت مجموعة صن لاند أنها تخطط لبيع أصولها على مدى فترة ثلاث سنوات من أجل إعادة الأموال إلى المساهمين، وكان من المتوقع أن يؤدي ذلك إلى حصول عبد الدين على 130 مليون دولار، واقترح أن الشركة ستصبح خاصة وقد تتوقف عن العمليات نتيجة لذلك. في يناير 2021، تم بيع أحد مواقع صن لاند إلى مجموعة آريوم، وهي شركة كان لعبد الدين بها مصالح غير مباشرة وابنه صهبا لديه مصلحة كبيرة، وفي فبراير تم الإبلاغ عن أن عبد الدين كان بالفعل منخرطًا في تطوير العقارات الخاصة في ميامي من خلال شركة خاصة باسم باسيفيك ديفيلوبمنت كوربوريشن التي كان يمتلكها بالاشتراك مع ابنه صهبا وابنته منى.

في يونيو 2021، وضع عبد الدين مسكنه الذي شغله لمدة خمسة عشر عامًا، السقيفة في برج لوميير، في السوق حيث كان يخطط لنقل إقامته إلى مشروع صن لاند في شارع هيدجز. وفي نفس الشهر، حصل أيضًا على وسام أستراليا كجزء من تكريمات عيد ميلاد الملكة على خدمته للمجتمع وقطاع تطوير العقارات. في أكتوبر 2021، باعت مجموعة صن لاند آخر مشروع كبير لها وأعلنت أنها ستنخفض في عام 2023 ورفض عبد الدين التعليق على خططه المستقبلية قائلاً: 
 "ما سيحدث في المستقبل لا يمكننا التحدث عنه حتى ننتهي من هذا الفصل ونأمل أن يبدأ فصل آخر"، 

## الحياة الشخصية

### الأعمال الخيرية
عبد الدين عضو في البهائية وقد ألقى محاضرات عن الدين، ويعمل كعضو في المحفل الروحاني على الساحل الذهبي. كما أنه شريك في مؤسسة أشعة النور، وهي منظمة غير حكومية مستوحاة من البهائية ومقرها في بابوا غينيا الجديدة.
يدعم العديد من المشاريع الخيرية، لا سيما تقديم تبرع كبير لجامعة بوند في عام 2011، مما أدى إلى بدء البناء في مدرسة سهيل عبد الدين للهندسة المعمارية في الجامعة، وفي عام 2012 تم تأسيس مؤسسة عبد الدين . أنشأ منحة دراسية في جامعة جريفيث جنباً إلى جنب مع زوجته آن في عام 2016، وفي عام 2018 منحت له جامعة جريفيث درجة دكتوراه فخرية.
في مارس 2020، أصبح رئيسًا لجمعية خيرية مسجلة تُدعى سيرفينغ أور بيبول Inc. عندما تأسست.

### العائلة
عبد الدين لديه ابن، صهبا (مولود في 1978)، الذي أصبح محاميًا في 1998 وأصبح سكرتير شركة مجموعة صنلاند في ذلك العام. في 2000 افتتح عمليات فيكتوريا لصنلاند وفي 2002 أصبح مديرًا عامًا مشتركًا للشركة وأصبح المدير العام الوحيد في 2006. في 2010 تمت خطوبته على خبيرة العيون في جولد كوست، أيمي-جين لينيهان، لكن الخطوبة انتهت بعد بضعة أشهر وتزوج نوى مغبلبور في 2014. صهبا عضو مجلس مساعد، وهو مرتبة عالية في الديانة البهائية.
هو أيضًا لديه ابنة، مونا، التي متزوجة من رياض رضواني. رضواني يعمل أيضًا في تطوير العقارات وفي ديسمبر 2019 اتُهم بالاعتداء على شخص خلال اجتماع متعلق بالعقارات وكان الرئيس السابق لشركة صن لاند تيري جاكمان حاضرًا حيث قال جاكمان ”لقد كنت مذهولًا بشكل مطلق وفكرت أنه شيء استثنائي ليحدث … مخزٍ،“.
عبد الدين متزوج حاليًا من آن جاميسون ولديه ابن زوج، توم جاميسون. الشركة، المؤسسة السكنية الأسترالية، مملوكة بالتشارك من قبل سهيل، أبنائه صحبى ومونا، ابن زوجته توم، وابن أخيه خيان.